# Grums

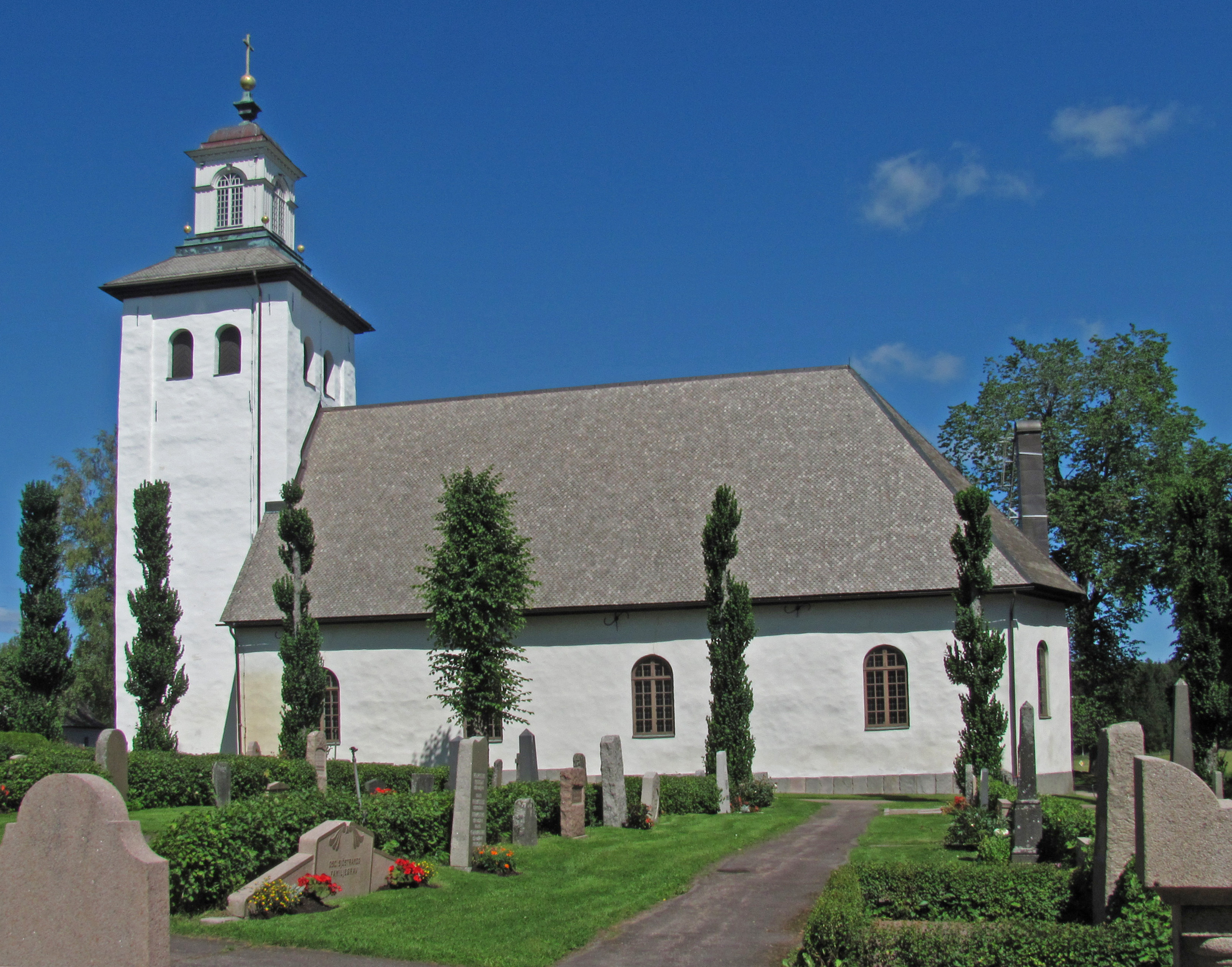
Grums kyrka 2011.

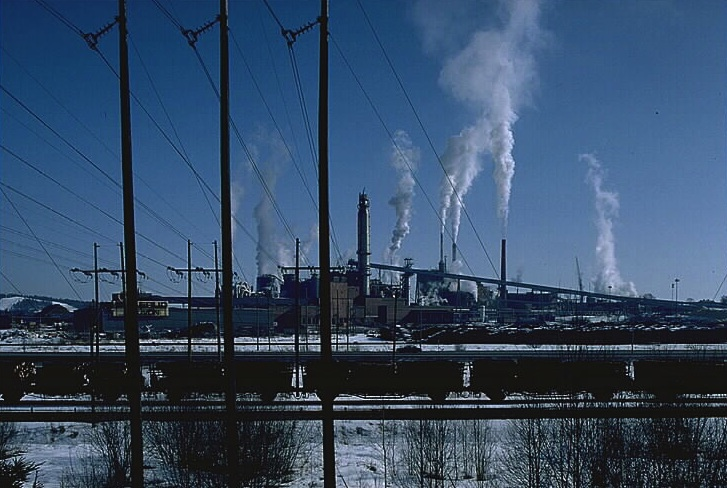
Gruvöns bruk.

Grums är en tätort och centralort i Grums kommun. Grums ligger cirka 27 km väster om Karlstad vid Vänerns norra strand, i anslutning till viken Grumsfjordens inlopp.

## Historia

### Administrativa tillhörigheter
Grums var och är kyrkby i Grums socken. Efter kommunreformen 1862 kom orten att ligga i Grums landskommun och i denna inrättades 26 maj 1939 municipalsamhället Grums. 1948 ombildades landskommunen, med municipalsamhället, till Grums köping, där Grums bebyggelse ytmässigt bara omfattade en mindre del av köpingskommunen. 1971 uppgick köpingen i Grums kommun där Grums sedan dess är centralort.
Grums tillhörde och tillhör ännu Grums församling.
Orten ingick till 1882 i Grums tingslag, därefter till 1971 i Mellansysslets tingslag. Från 1971 till 2005 ingick orten i  Karlstads domsaga för att från 2005 ingå i Värmlands domsaga.

### Befolkningsutveckling i tätorten
| Befolkningsutvecklingen i Grums 1960–2020 | Befolkningsutvecklingen i Grums 1960–2020 | Befolkningsutvecklingen i Grums 1960–2020 | Befolkningsutvecklingen i Grums 1960–2020 | Befolkningsutvecklingen i Grums 1960–2020 |
| ----------------------------------------- | ----------------------------------------- | ----------------------------------------- | ----------------------------------------- | ----------------------------------------- |
|                                           |                                           |                                           |                                           |                                           |
| År                                        |                                           |                                           | Folkmängd                                 | Areal (ha)                                |
| 1960                                      | 1960                                      |                                           | 5 600                                     |                                           |
| 1965                                      | 1965                                      |                                           | 6 042                                     |                                           |
| 1970                                      | 1970                                      |                                           | 6 966                                     |                                           |
| 1975                                      | 1975                                      |                                           | 7 577                                     |                                           |
| 1980                                      | 1980                                      |                                           | 7 501                                     |                                           |
| 1990                                      | 1990                                      |                                           | 6 826                                     | 695                                       |
| 1995                                      | 1995                                      |                                           | 5 699                                     | 547                                       |
| 2000                                      | 2000                                      |                                           | 5 213                                     | 549                                       |
| 2005                                      | 2005                                      |                                           | 5 231                                     | 550                                       |
| 2010                                      | 2010                                      |                                           | 5 025                                     | 562                                       |
| 2015                                      | 2015                                      |                                           | 5 040                                     | 511                                       |
| 2020                                      | 2020                                      |                                           | 5 037                                     | 524                                       |
| Anm.: Slottsbron utbruten ur Grums 1995   |                                           |                                           |                                           |                                           |

## Bebyggelse
Bebyggelsen i Grums präglas av villaområden. Det finns också viss radhusbebyggelse samt några hyreshusområden med lågbyggda hus (övervägande trevåningshus).

## Kommunikationer
Grums har en järnvägsstation längs Norge/Vänerbanan. Vägarna E18 och E45 möts vid Nyängsrondellen i Grums.

## Näringsliv
Dominerande arbetsgivare är Billerudsägda pappersbruket Gruvöns bruk, som är Värmlands största privata arbetsplats. I Grums finns även Gruvöns sågverk, som ägs av Stora Enso. I övrigt finns det mest mindre företag, bland annat plåtindustrier, mekaniska firmor, byggfirmor och en snickerifabrik.
Värmlands enskilda bank öppnade ett avdelningskontor i Grums år 1920. Grums hade också ett sparbankskontor tillhörande Länssparbanken Värmland. Nordea lade ner kontoret i Grums den 31 maj 2016 och Swedbank stängde den 30 juni 2017.

## Sport och fritid
Vid Grums ligger Grumsfjorden och den anslutande viken Borgvikssjön. Båtliv och ishockey är vanligen förekommande fritidssysselsättningar. Idrottsklubben Grums IK driver ett hockeygymnasium tillsammans med en skola i Karlstad.

## Kända personer från Grums
se även Personer från Grums
- Jonas Kruse - rallyförare, svensk och norsk mästare.
- Niclas Andersén - ishockeyspelare
- Rune Bergman - basist i Sven-Ingvars, 1958–1968
- Pär Bäcker - ishockeyspelare
- Lars Magnus Ericsson - grundare av telefoniföretaget LM Ericsson - Född i Värmskog
- Christina Gustafsson - jazzsångerska och syster till Rigmor Gustafsson.
- Rigmor Gustafsson - jazzsångerska, född i  Borgvik
- Martin Hederos - musiker, medlem i bland annat The Soundtrack of Our Lives
- Hanna Hellquist - journalist, krönikör, författare, bland annat radiopratare i Sveriges Radio P3
- Jan Ingman - ishockeyspelare
- Robin Johansson (e-sport) - svensk e-sportare
- Thomas Denver Jonsson - musiker
- Ingvar Karlsson - gitarrist i Sven-Ingvars
- Hans Lagerkvist - regissör och producent.
- Dan Labraaten - före detta ishockeyspelare i bland annat Detroit Red Wings och Leksand
- Willy Lindström - före detta ishockeyspelare i bland annat Edmonton Oilers och Brynäs
- Sven-Erik Magnusson - sångare i Sven-Ingvars
- Thomas Steen - före detta ishockeyspelare i bland annat Färjestad och Winnipeg Jets
- Carl Magnus Stuart - 1650-1705. Född på Agnhammar
- Sven Svärd - kapellmästare och trummis i Sven-Ingvars 1956–1969
- Göran Tunström - författare född i Borgvik och uppväxt i Sunne
- Juha Widing - ishockeyspelare i bland annat Grums, GAIS, New York Rangers och Los Angeles Kings